# Lừa hoang Somali
Lừa hoang Somali (danh pháp khoa học: Equus africanus somalicus) là một phân loài của lừa hoang châu Phi. Nó được tìm thấy trong khu vực Denkelia của Eritrea, phía đông bắc Ethiopia và Somalia. Các chân của lừa hoang Somali có các sọc nằm ngang màu đen, tương tự như ở ngựa vằn.
Nghiên cứu mtDNA đã chỉ ra rằng lừa đã thuần hóa (lừa nhà) là họ hàng gần gũi nhất của lừa hoang Somali.

## Hình ảnh

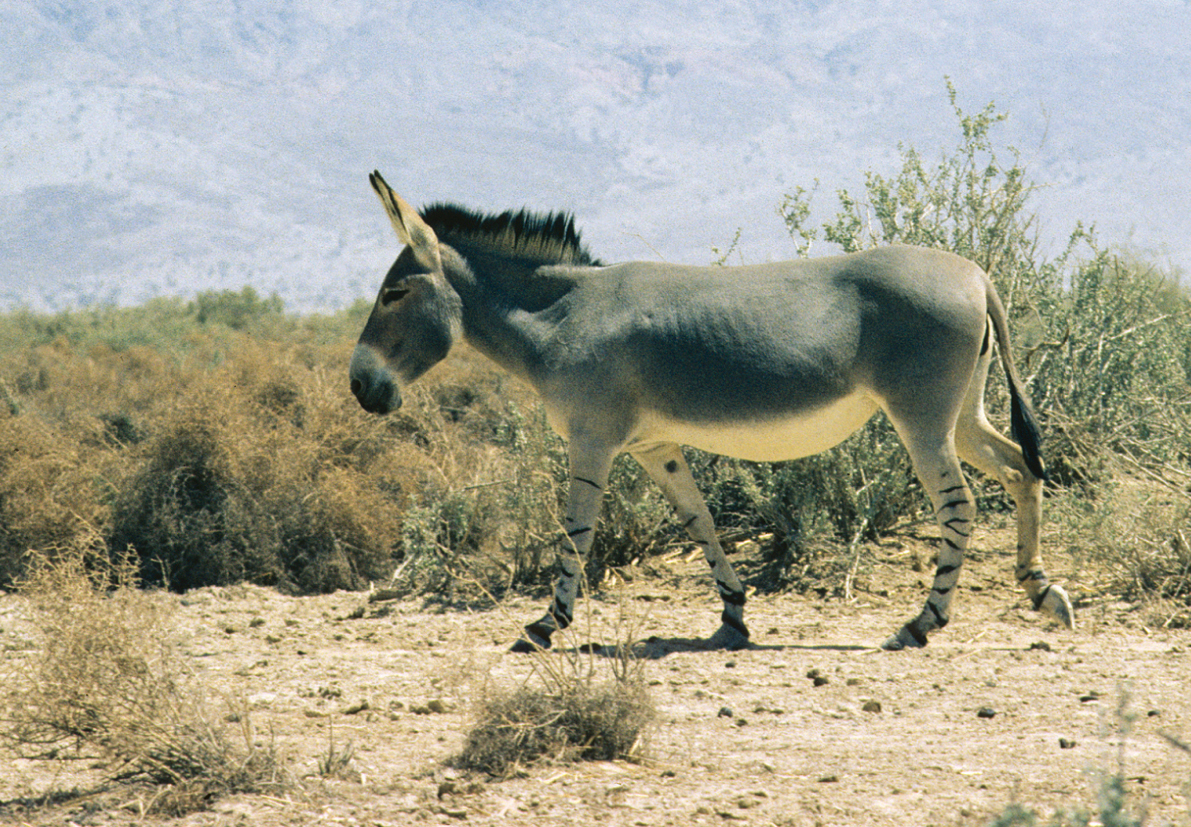
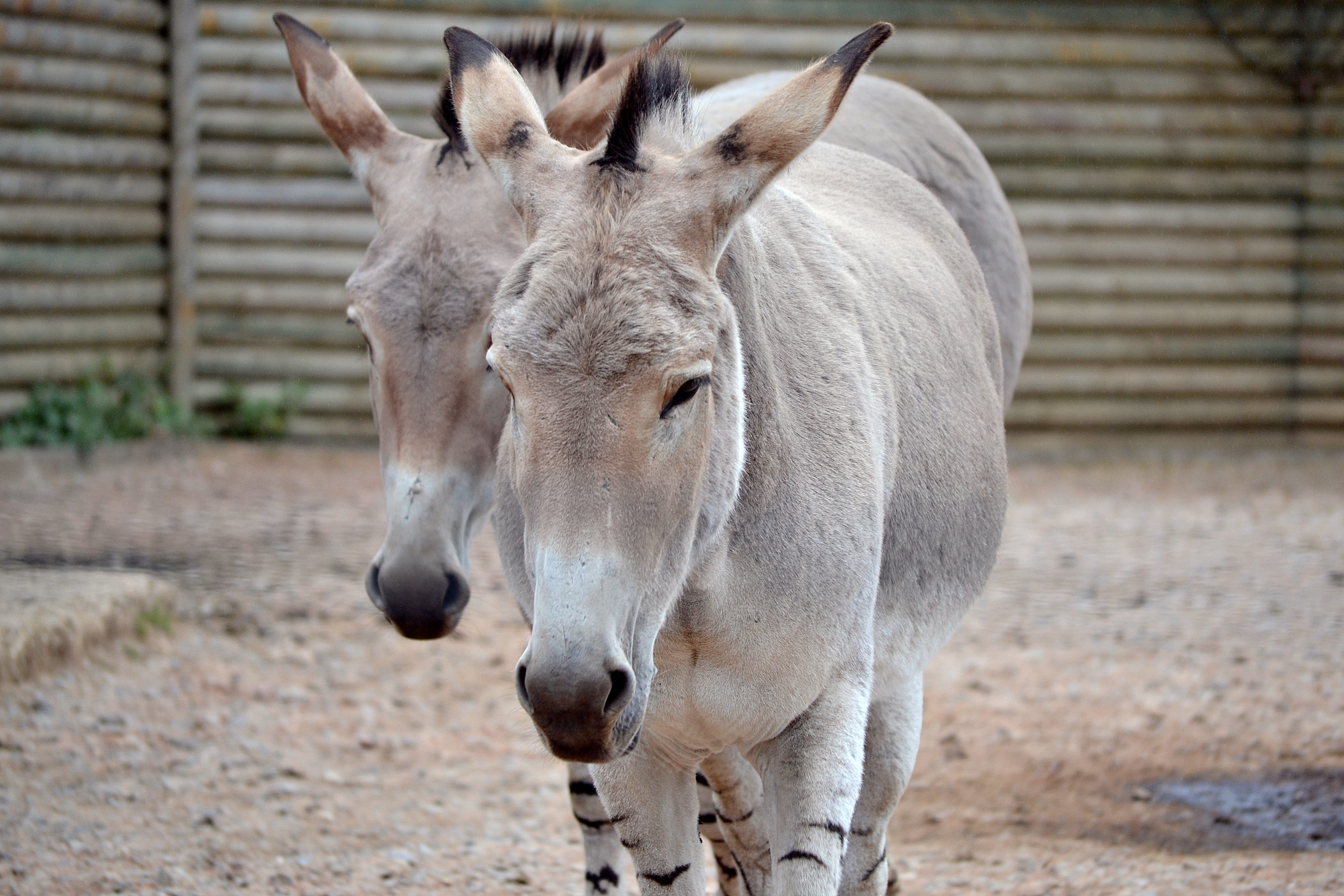
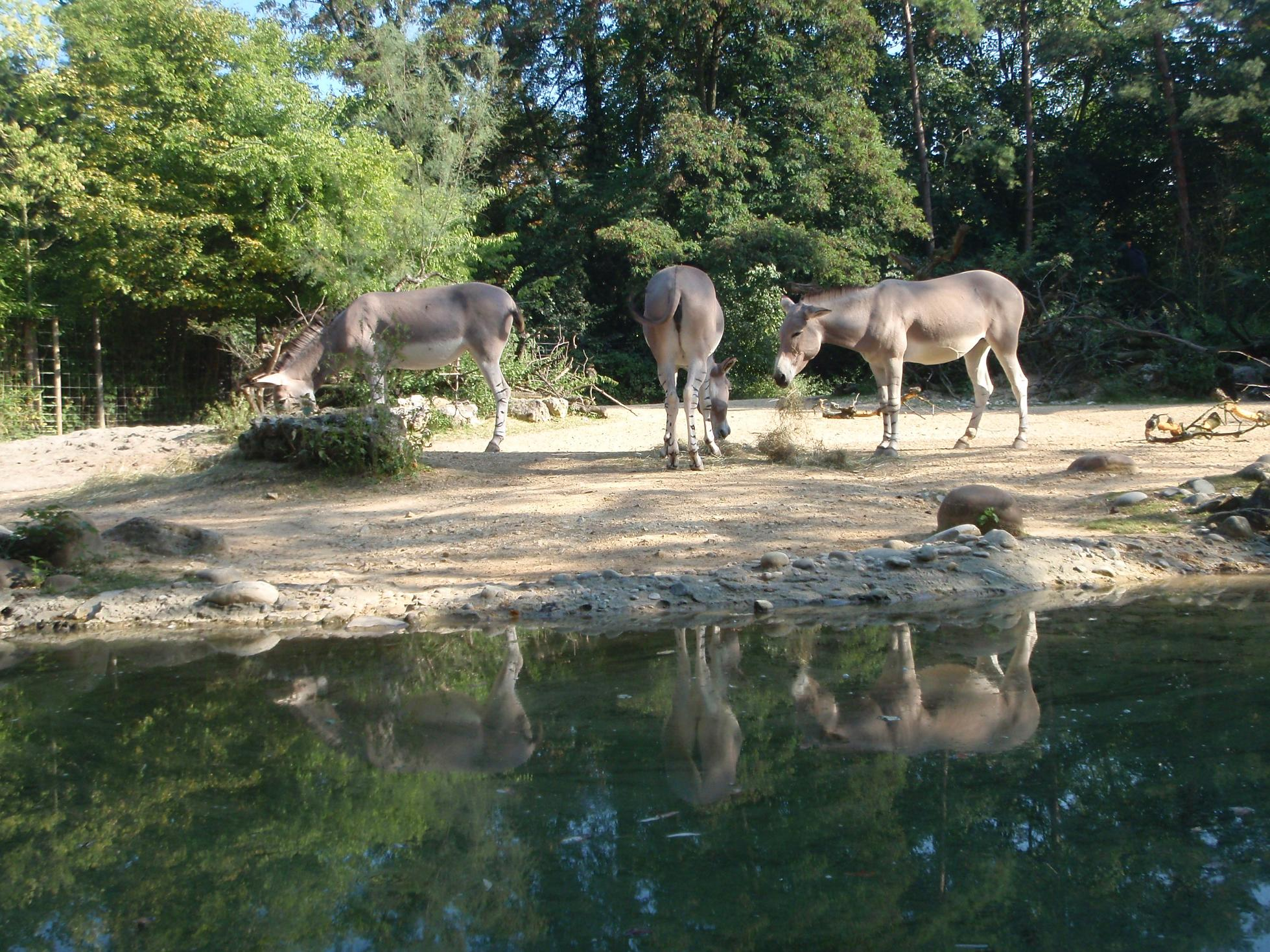
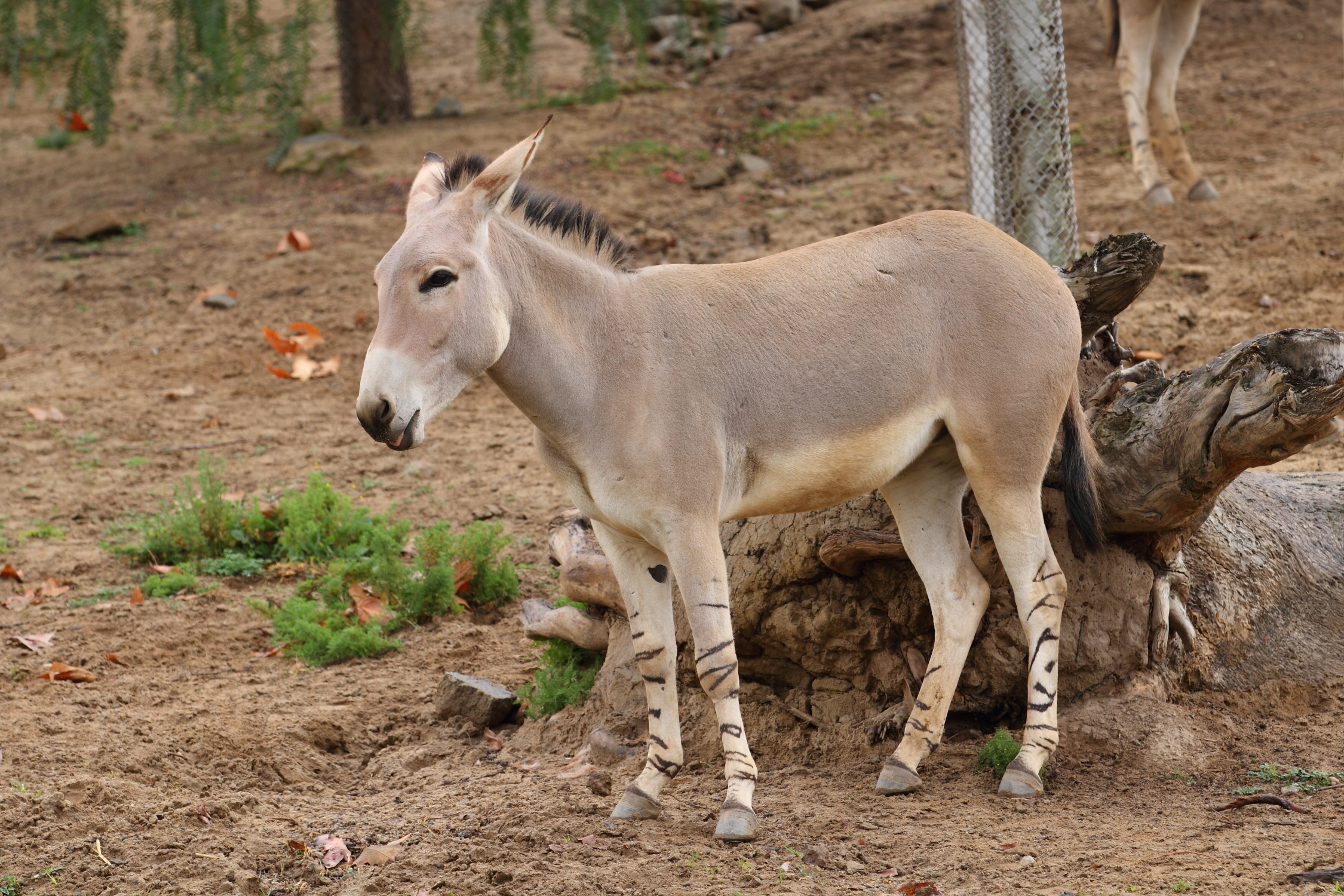